# Orchestre symphonique de Göteborg
L'Orchestre symphonique de Göteborg (Göteborgs Symfoniker) est un orchestre basé à Göteborg (Suède).

## Historique
Fondé en 1905, il obtient le titre d'orchestre national de Suède en 1997. Durant ces dix à quinze dernières années, l'orchestre a effectué de nombreuses tournées, saluées par le public et la critique, se produisant à Londres, Vienne, Boston et Shanghai, entre autres.
L'orchestre possède un répertoire particulièrement vaste mais avec une prédilection pour les compositeurs nordiques du romantisme tardif tels que Jean Sibelius ou Edvard Grieg.
L'orchestre a enregistré principalement ces compositeurs, mais aussi Serge Prokofiev, sous la baguette de Neeme Järvi.
L'Orchestre symphonique de Göteborg est en résidence au Göteborgs Konserthus, bâti en 1935 et réputé pour son exceptionnelle qualité acoustique.
En 2016, Santtu-Matias Rouvali est nommé chef de l'orchestre à compter de la saison 20217-2018. En 2019, il est renouvelé à ce poste et son contrat est prolongé jusqu'en 2025.

## Discographie

### Albums studio
| Année | Titre                                          | Label                              |
| ----- | ---------------------------------------------- | ---------------------------------- |
| 1995  | Swedish Bassoon Concertos                      | Intim Musik                        |
| 1999  | Grieg: Piano Concerto; Peer Gynt Suites 1 & 2  | Deutsche Grammophon                |
| 2002  | Miaskovsky: Symphony No. 6                     | Deutsche Grammophon                |
| 2012  | Sibelius: Symphonies Nos. 5 & 7; Karelia Suite | Decca Records, Deutsche Grammophon |

## Direction musicale
- Wilhelm Stenhammar (1906-1922)
- Ture Rangström (1922–1925)
- Tor Mann (1925-1939)
- Issay Dobrowen (1941-1953)
- Dean Dixon (1953-1960)
- Alberto Erede et Othmar Mága, chefs invités (1961-1967)
- Sergiu Comissiona (1967-1973)
- Sixten Ehrling (1974-1976)
- Charles Dutoit (1976-1979)
- Neeme Järvi (1982-2004)
- Mario Venzago (2004-2007)
- Gustavo Dudamel (2007-2012)
- Santtu-Matias Rouvali (2017-)

## Principaux chefs invités
- Norman Del Mar (1968-1973)
- Christian Zacharias (2002–2013)
- Péter Eötvös (2003–2007)
- Kent Nagano (2013-) ; est aussi conseiller artistique.
- Christoph Eschenbach (2019-)
- Barbara Hannigan (2019-)